# Archiwum X (Z Archiwum X)
Archiwum X – fikcyjny dział Federalnego Biura Śledczego (FBI), zajmujący się sprawami nietypowymi, nierozwiązanymi, często powiązanymi ze zjawiskami paranormalnymi. Komórkę wymyślono dla potrzeb serialu Z Archiwum X.
Agenci zatrudnieni w Archiwum X: 
- agent specjalny Fox Mulder (1990–1994, 1995–1998, 2000, 2016-2018)
- agentka specjalna Dana Scully (1992–1994, 1995–1998, 2000–2002, 2016-2018)
- agent specjalny Jeffrey Spender (1998–2000)
- agentka specjalna Diana Fowley (1998–2000)
- agent specjalny John Doggett (2000)
- agentka specjalna Leyla Harrison (2001)
- agentka specjalna Monica Reyes (2001–2002)

## Historia Archiwum X
- 1946: pierwsza sprawa, założona przez legendę FBI; J. Edgara Hoovera. Dotyczyła serii morderstw w północno-zachodniej części Stanów Zjednoczonych, z których aż siedem miało miejsce w miejscowości Browning, w stanie Montana (1x18 Shapes)
- 1952: sprawa, dotycząca tajemniczych napaści na ludzi i zwierzęta w miasteczku Point Pleasant w stanie Zachodnia Wirginia (5.04 Detour). Urzędniczce doglądającej spraw, Dorothy Bahnsen, zabrakło miejsca pod literą U (ang. unsolved, nierozwiązane) i postanowiła przenieść je pod literę X, powszechnie znaną jako oznaczenie niewiadomej. Sama jednak nazwa, Archiwum X, używana była wciąż nieoficjalnie. FBI niechętnie odsyłało swoich agentów do zajmowania się tymi sprawami. Pierwszą osobą, która bliżej się nimi zainteresowała i odniosła kilka sukcesów, był agent specjalny Arthur Dales (5x15 Travelers)
- 1990: agent specjalny Fox Mulder zaczyna interesować się sprawami. Oficjalnie przekształca je w komórkę FBI. W śledztwach pomaga mu jego dziewczyna, Diana Fowley. Gdy para decyduje się zakończyć związek, Fowley wyjeżdża za granicę, a Mulder zostaje w Archiwum sam (1x00 Pilot, 5x20 The End)
- 1992: naczelnik Scott Blevins, przydziela Mulderowi oficjalną partnerkę; agentkę specjalną Danę Scully. Jej zadaniem jest kontrolowanie poczynań Muldera i doprowadzenie do zamknięcia niewygodnego dla wszystkich wydziału. Pierwsze wspólne śledztwo duet rozpoczyna 6 marca (1x00 Pilot, 9x20 The Truth)
- 1994: Archiwum X zostaje zamknięte. Partnerzy zostają rozdzieleni. Mulderowi zostaje przydzielony nowy partner; młody agent Alex Krycek. Mulder jednak wciąż interesuje się tajemniczymi sprawami i potajemnie utrzymuje kontakt ze Scully, korzystając z jej pomocy w śledztwach (1x24 The Erlenmeyer Flask - 2x05 Duane Barry). Wkrótce zastępca dyrektora FBI; Walter Skinner otwiera Archiwum X. Mulder zakłada akta dla sprawy uprowadzenia swojej byłej partnerki, Dany Scully (2x06 Ascension). Po odnalezieniu Scully wraca do pracy w Archiwum (2x09 Firewalker)
- 1998: za sprawą ryzykownych działań Muldera Archiwum ponownie zostaje zamknięte (5x20 The End). Wkrótce zostaje przywrócone, ale do pracy w nim zostają przydzieleni agenci Jeffrey Spender i Diana Fowley. Nadzór nad działem przejmuje zastępca dyrektora, Alvin Kersh (Pokonać Przyszłość, 6x01 The Beginning)
- 1999: Jeffrey Spender rezygnuje z pracy w Archiwum. Fowley również zostaje przeniesiona. Do komórki wracają agenci Mulder i Scully (6x12 One Son)
- 2000: agent Mulder znika w tajemniczych okolicznościach. Na czas jego nieobecności agentce Scully zostaje przydzielony nowy partner; agent specjalny John Doggett (8x01 Within)
- 2001: odnaleziony Mulder zostaje ostatecznie odsunięty od Archiwum X, a wkrótce z FBI. Agentka Scully przechodzi na urlop macierzyński, a do pary agentowi Doggettowi zostaje przydzielona agentka Leyla Harrison(8x19 Alone), która szybko się jednak wycofuje. Doggett zostaje sam. Wkrótce, na wyraźne własne życzenie, dołącza do niego agentka specjalna Monica Reyes (8x21 Existence)
- 2002: Archiwum X zostaje ponownie zamknięte, a wszelkie sprawy zostają umorzone.
- 2016: Agenci Fox Mulder i Dana Scully ponownie zostają przywróceni do archiwum X